# Onychognathus
Onychognathus is een geslacht van zangvogels uit de familie  spreeuwen (Sturnidae).

## Soorten
Het geslacht kent de volgende soorten:
- Onychognathus albirostris – Witsnavelspreeuw
- Onychognathus blythii – Somalische spreeuw
- Onychognathus frater – Socotraspreeuw
- Onychognathus fulgidus – Kastanjevleugelspreeuw
- Onychognathus morio – Roodvleugelspreeuw
- Onychognathus nabouroup – Vaalvleugelspreeuw
- Onychognathus neumanni – Neumanns roodvleugelspreeuw
- Onychognathus salvadorii – Borstelkruinspreeuw
- Onychognathus tenuirostris – Kaneelvleugelspreeuw
- Onychognathus tristramii – Tristrams spreeuw
- Onychognathus walleri – Wallers spreeuw